# Хто в домі тато 2
«Хто в домі тато 2» (англ. Daddy's Home 2) — американська кінокомедія режисера і сценариста Шона Андерса, що вийшла 2017 року. Стрічка є продовженням фільму «Хто в домі тато» (2015) і розповідає про зустріч Бред і Дасті зі своїми батьками. У головних ролях Вілл Феррелл, Марк Волберг, Лінда Карделліні.
Вперше фільм мають продемонструвати 9 листопада 2017 року у Гонконзі, в Україні у широкому кінопрокаті показ фільму має розпочатися 23 листопада 2017 року.

## У ролях
| Актор            | Роль           | Нотатки                                 |
| ---------------- | -------------- | --------------------------------------- |
| Вілл Феррелл     | Бред Вітакер   | прийомний батько Меґан і Ділана         |
| Марк Волберг     | Дасті Майрон   | біологічний батько Меґан і Ділана       |
| Лінда Карделліні | Сара Вітакер   | теперішня дружина Бреда і колишня Дасті |
| Мел Гібсон       | Курт Майрон    | батько Дасті                            |
| Джон Літгоу      | містер Вітакер | батько Бреда                            |
| Скарлетт Естевес | Меган Майрон   | донька Сари і Дасті                     |
| Овен Ваккаро     | Ділан Майрон   | син Сари і Дасті                        |
| Джон Сіна        | Роджер         | батько Адріанни                         |
| Диді Костін      | Адріанна       | донька Роджера                          |

## Створення фільму

### Знімальна група
- Кінорежисер — Шон Андерс
- Сценаристи — Шон Андерс, Браян Бернс, Джон Морріс
- Кінопродюсери — Вілл Ферелл, Адам МакКей і Джон Морріс
- Виконавчий продюсер — Моллі Аллен
- Композитор — Майкл Ендрюс
- Кінооператор — Хуліо Макат
- Кіномонтаж — Бред Вілгіт
- Художник-постановник — Клейтон Гартлі
- Артдиректори — Рейчел Блок[6].

## Сприйняття

### Оцінки й критика
Від кінокритиків фільм отримав погані відгуки: Rotten Tomatoes дав оцінку 18 % на основі 62 відгуки від критиків (середня оцінка 3,8/10). Загалом на сайті фільм має погані оцінки, фільму зарахований «гнилий помідор» від фахівців, Metacritic — 30/100 на основі 25 відгуків критиків. Загалом на цьому ресурсі від фахівців фільм отримав погані відгуки.
Від пересічних глядачів фільм отримав схвальні відгуки: на Rotten Tomatoes 62 % зі середньою оцінкою 3,6/5 (12 022 голоси), фільму зарахований «попкорн», на Metacritic — 6,2/10 на основі 26 голосів, Internet Movie Database — 6,2/10 (2 726 голосів).

### Касові збори
Під час показу у США, що розпочався 10 листопада 2017 року, протягом першого тижня фільм показали у 3 575 кінотеатрах і він зібрав 29 651 193 $, що на той час дозволило йому зайняти 2 місце серед усіх прем'єр. Станом на 14 лютого 2018 року показ фільму триває 97 днів (13,9 тижня), зібравши у прокаті в США 104 022 586 доларів США, а у решті світу 76 583 737 $ (за іншими даними 72 124 694 $), тобто загалом 180 606 323 $ (за іншими даними 176 147 280 $) при бюджеті 69 млн доларів США.

### Виноски
1. 1 2  Daddy's Home 2: Release Info (англійською) . Internet Movie Database. Архів оригіналу за 18 червня 2017. Процитовано 27 серпня 2017.
2. 1 2  Хто в домі тато 2. Kino-teatr.ua. Архів оригіналу за 1 грудня 2017. Процитовано 22 листопада 2017.
3. 1 2  Scott Mendelson (12 листопада 2017). 'Daddy's Home 2' Tops 'Orient Express,' But Both Are Box Office Winners (англійською) . Forbes. Архів оригіналу за 13 листопада 2017. Процитовано 22 листопада 2017.
4. 1 2 3 4  Daddy's Home 2 (англійською) . Box Office Mojo. Архів оригіналу за 14 листопада 2017. Процитовано 16 лютого 2018.
5. 1 2 3 4  Daddy’s Home 2 (2017) (англійською) . The Numbers. Архів оригіналу за 1 грудня 2017. Процитовано 16 лютого 2018.
6. ↑  Daddy's Home 2: Full Cast & Crew (англійською) . Internet Movie Database. Архів оригіналу за 18 червня 2017. Процитовано 27 серпня 2017.
7. 1 2  Daddy's Home 2 (англійською) . Rotten Tomatoes. Архів оригіналу за 6 грудня 2017. Процитовано 22 листопада 2017.
8. 1 2  Daddy's Home 2 (англійською) . Metacritic. Архів оригіналу за 6 грудня 2017. Процитовано 22 листопада 2017.
9. ↑  Daddy's Home 2 (англійською) . Internet Movie Database. Архів оригіналу за 22 листопада 2017. Процитовано 22 листопада 2017.